# Drachenfelsbahn
La Drachenfelsbahn, terme allemand signifiant littéralement « Chemin de fer de la roche du dragon », est la plus ancienne des lignes à crémaillère encore en service en Allemagne (2021).
C’est une ligne de chemin de fer à voie métrique, mise en service en 1883, et exploitée par la société Bergbahnen im Siebengebirge AG. Cette voie ferroviaire monte depuis la vieille ville de Königswinter en vallée du Rhin vers le sommet du mythique Drachenfels qui surplombe le Rhin. Les rails sont entièrement réalisés avec des traverses en acier. Le tracé franchit un dénivelé de 220 mètres, sur une longueur de 1 520 mètres, avec une pente maximale de 20 %. La Drachenfelsbahn figure parmi les lignes à crémaillère les plus fréquentées en Europe, excédant 35 millions de voyageurs (jusqu’à 2008). Elle est l’une des 4 lignes à crémaillère encore en service en Allemagne, dont les trois autres sont : La Zugspitzbahn, la Wendelsteinbahn et la Zahnradbahn Stuttgart.

## Histoire

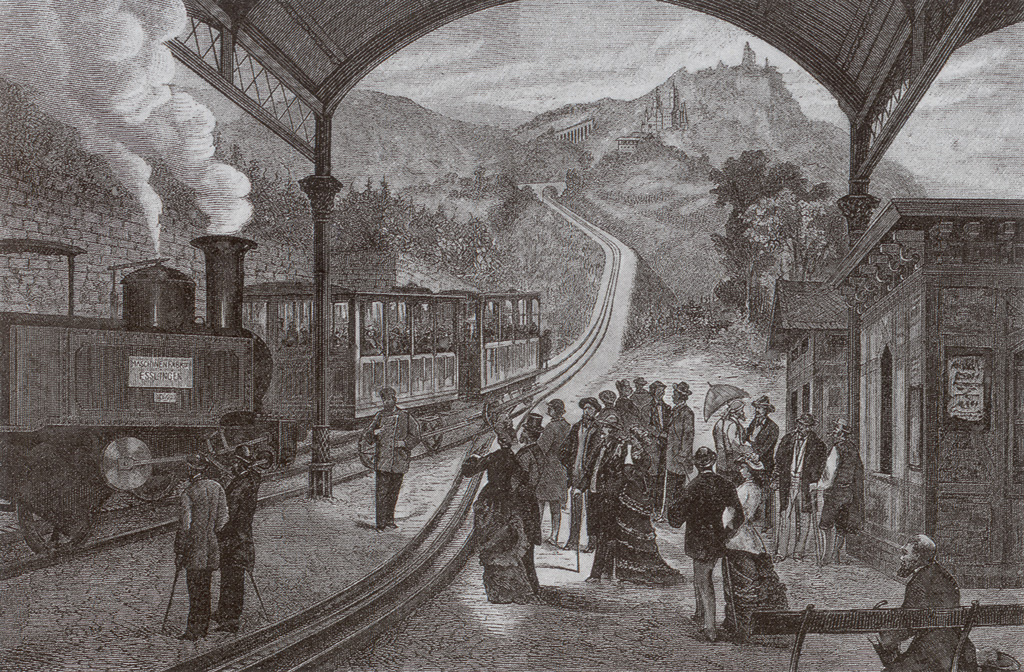
Gare de vallée en 1883.

La demande de concession pour un chemin de fer de montagne accédant au sommet du Drachenfels fut établi en 1881 par la Deutsche Lokal- und Straßenbahngesellschaft à Berlin.
L’autorisation fut accordée le 29 aout 1881 par le président du district de Cologne. Le premier transport avec des voyageurs eut lieu le 13 juillet 1883 ; puis 4 jours après fut organisée l’inauguration solennelle en tant que premier chemin de fer à crémaillère en Allemagne. Pour l’époque cela représenta une prouesse technologique considérable et attira un nombreux public. Il devint ainsi possible d’accéder au sommet et à la ruine du château fort, sans passer par le pénible chemin sinueux à grande pente. À ces destinations prisées par les visiteurs s’ajouta, en 1884, le château du Schloss Drachenburg qui est situé sur un plateau en dessous du sommet et dont la construction venait alors de s’achever. À cet endroit se trouve la seule gare intermédiaire (qui fut entièrement rénovée entre mars 2010 et mai 2011).
En 1913, la Drachenfelsbahn fut achetée par Ferdinand Mülhens (de), entrepreneur de Cologne et propriétaire de la fameuse maison 4711, de renommée mondiale pour son eau de Cologne. 10 ans plus tard, le 13 juillet 1923, il fusionna avec la Petersbergbahn, la voie ferroviaire qui monta alors sur la colline voisine du Petersberg (de) pour former la société Bergbahnen im Siebengebirge AG qui existe encore aujourd’hui (2022).
La caténaire fut mise en service le 12 juin 1952, bien qu’au début ne circula qu’un seul autorail électrique (ET I). D’autres autorails furent acquis par la suite pour remplacer successivement les locomotives à vapeur et leurs wagons. Ces véhicules des années 1950 sont encore en service aujourd’hui (2022), à l’exception du modèle ET I. Depuis 1982, les numéros des véhicules s’affichent en chiffres arabes, remplaçant les chiffres romains qui furent utilisés auparavant.
Le 14 septembre 1958 s’est produit un grave accident : La locomotive à vapeur, lors de sa dernière descente de cette journée, dérailla à trop grande vitesse, à cause d'une défaillance des freins. 19 personnes trouvèrent la mort et 112 furent blessés.

## Gare touristique du Drachenfels
Cette gare se trouve au pied de la colline du Drachenfels. Il s’agit d’une station de vallée qui fut partiellement rénovée pour comprendre aujourd’hui, outre un office de tourisme, une exposition sur le Siebengebirge (massif des 7 collines, dont fait partie le Drachenfels), ainsi qu’un atelier « transparent » de chemin de fer. Il y a aussi une présentation concernant l’histoire de la Drachenfelsbahn, et, au premier étage, un modèle sur 22 m2, représentant l'ensemble de cette voie ferroviaire dans son état de 1927. On y distingue une partie de la vieille ville de Königswinter, la gare en vallée ainsi que tout le tracé détaillé jusqu’au sommet.
Devant la gare on peut admirer, en tant que monument réel, la locomotive à vapeur numéro 2II qui y fut installée depuis 1968.

Images du Drachenfelsbahn
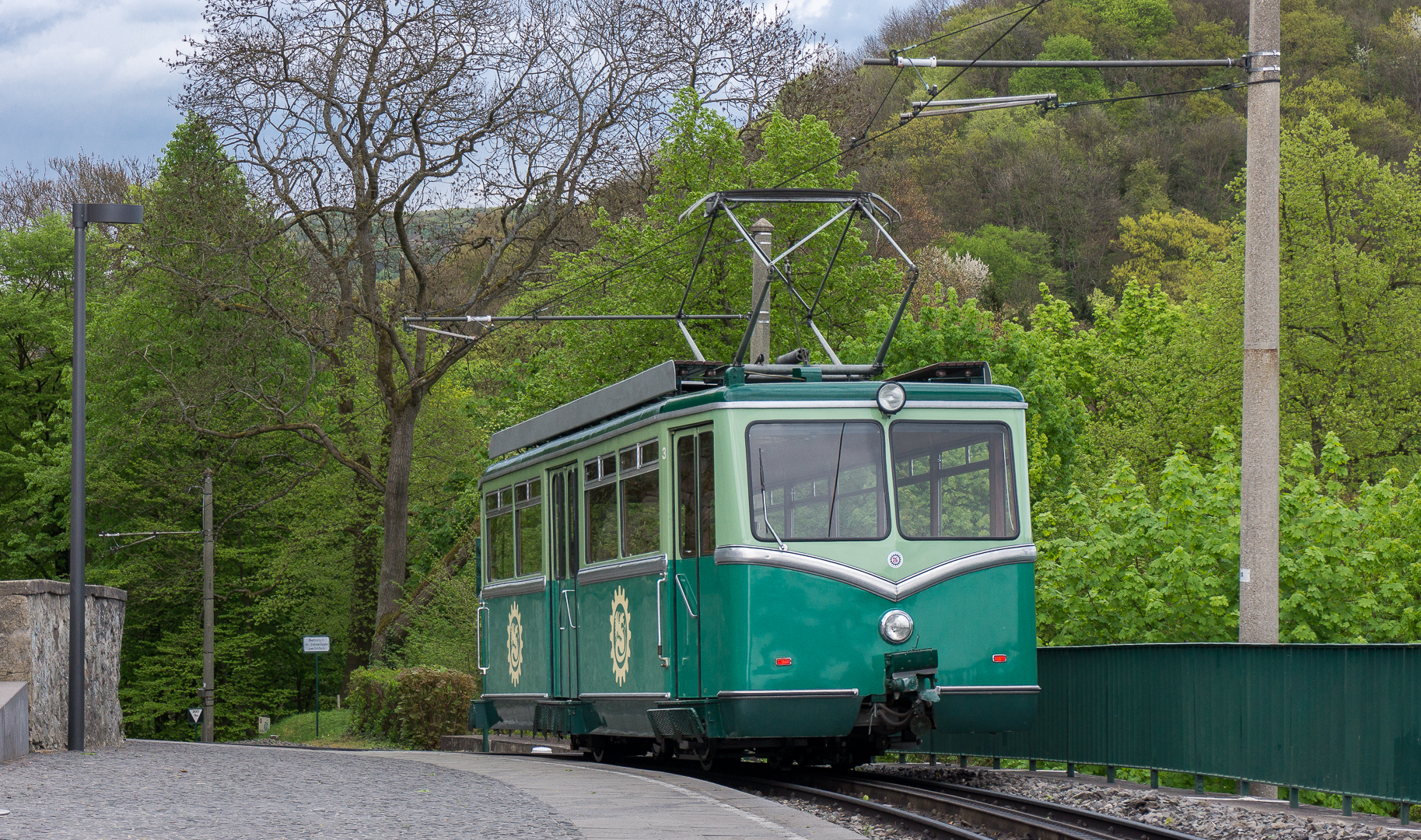
Le Drachenfelsbahn.
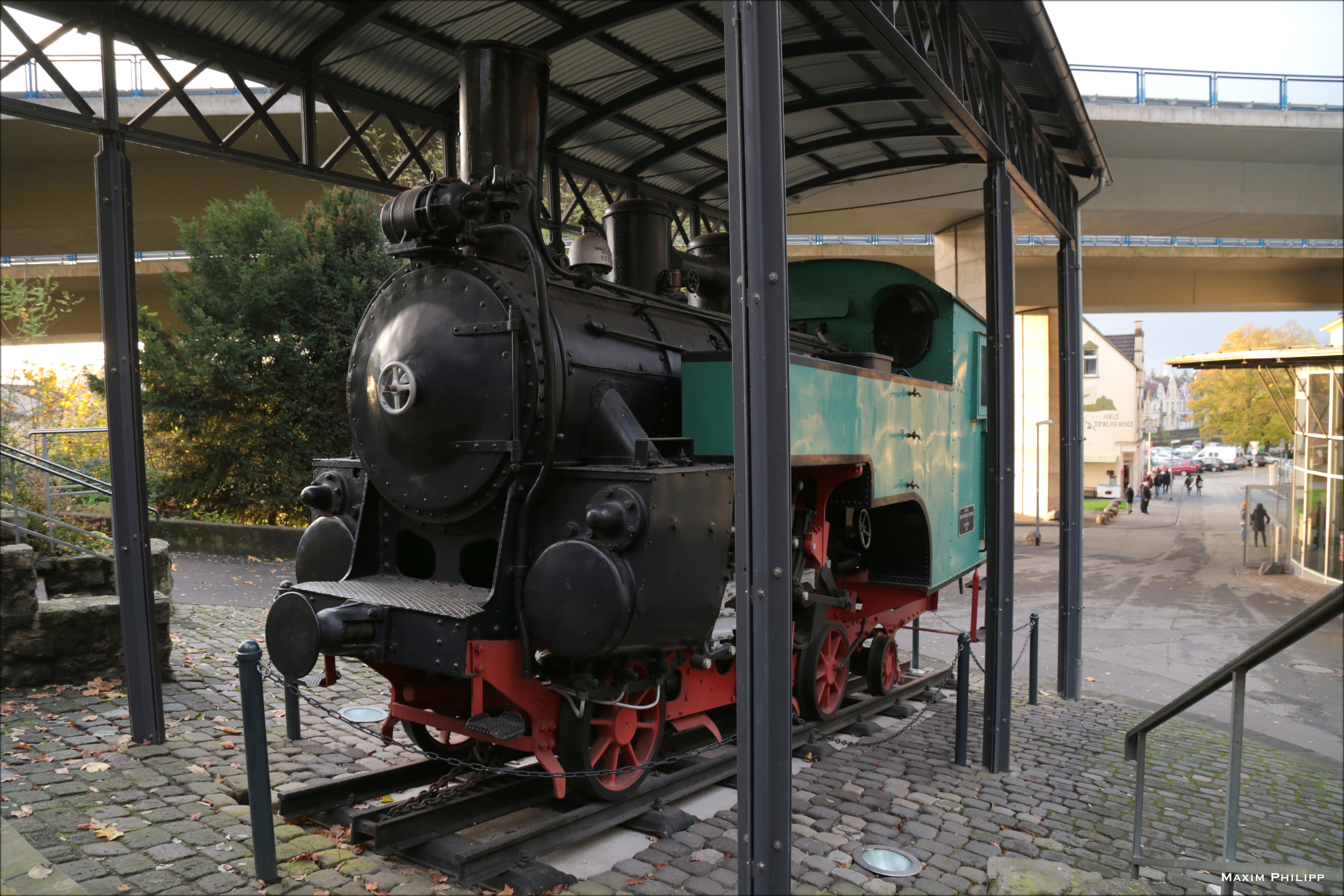
Locomotive 2II.